# Chasmocarcinus obliquus
Chasmocarcinus obliquus är en kräftdjursart. Chasmocarcinus obliquus ingår i släktet Chasmocarcinus och familjen Goneplacidae. Inga underarter finns listade i Catalogue of Life.